# Obserwatorija Assy-Turgen
Koordinaten: 43° 13′ 26″ N, 77° 52′ 15″ O

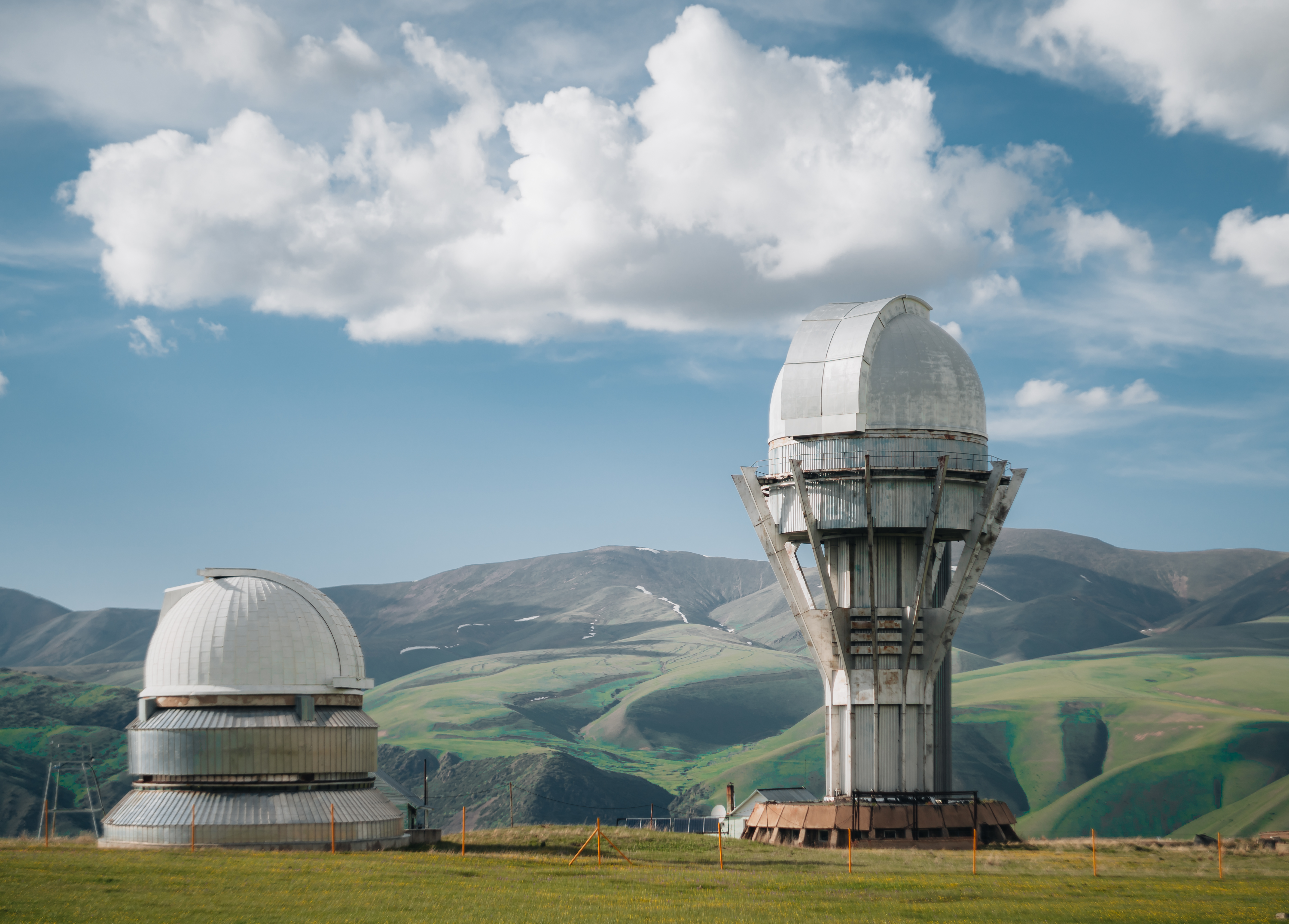
Die Teleskopkuppel des Zeiss-Teleskops (links) und die des AZT-20-Teleskops, rechts, im Jahr 2021

Das Obserwatorija Assy-Turgen,  russisch Обсерватория Ассы-Тургень, engl. Assy-Turgen Observatory (ASSY) ist eine Sternwarte, die sich 70 km östlich von Almaty in Kasachstan befindet.
Die Sternwarte beherbergt ein Spiegelteleskop mit 1 Meter Durchmesser, das seit dem Jahr 1981 benutzt wird, und das Spiegelteleskop AZT-20 mit 1,5 m Durchmesser, dessen Bau Anfang der 1990er Jahre begonnen wurde, lange ruhte und erst im Jahr 2016 abgeschlossen wurde. Seit dem Jahr 2017 wird es regelmäßig verwendet.  

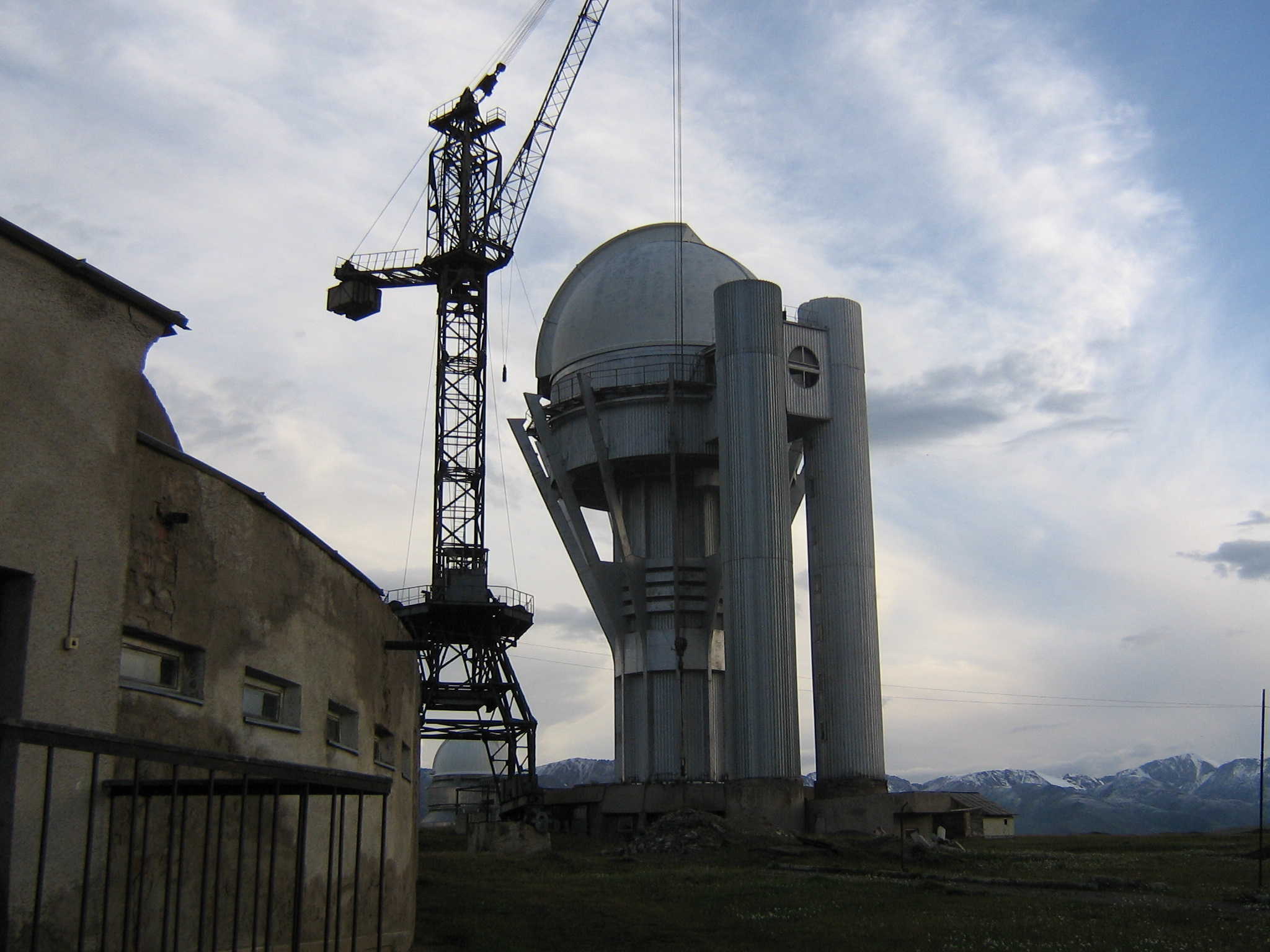
Die Kuppel des 1,5-m-Teleskops, 2008
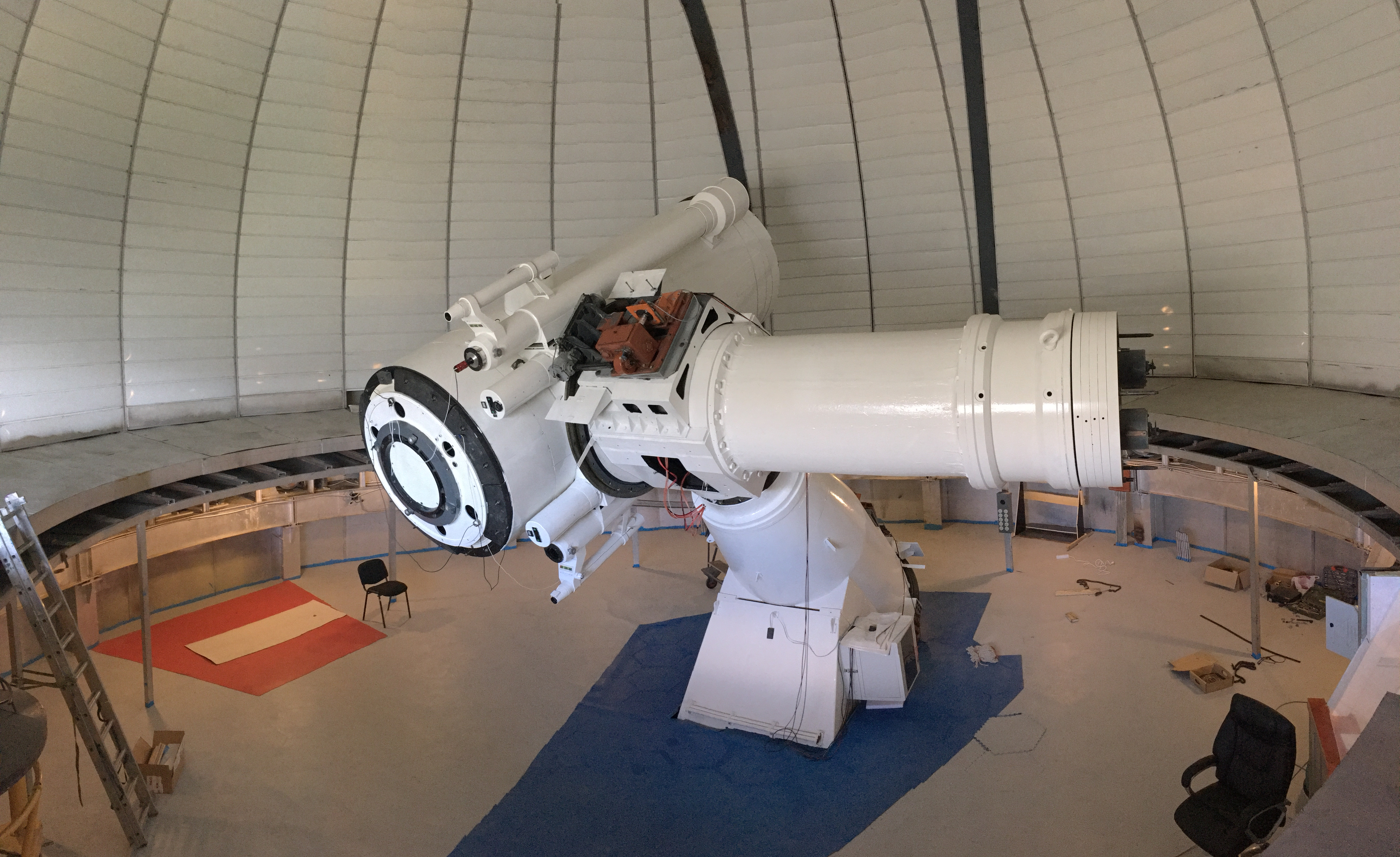
Das 1,5 m Teleskop AZT-20
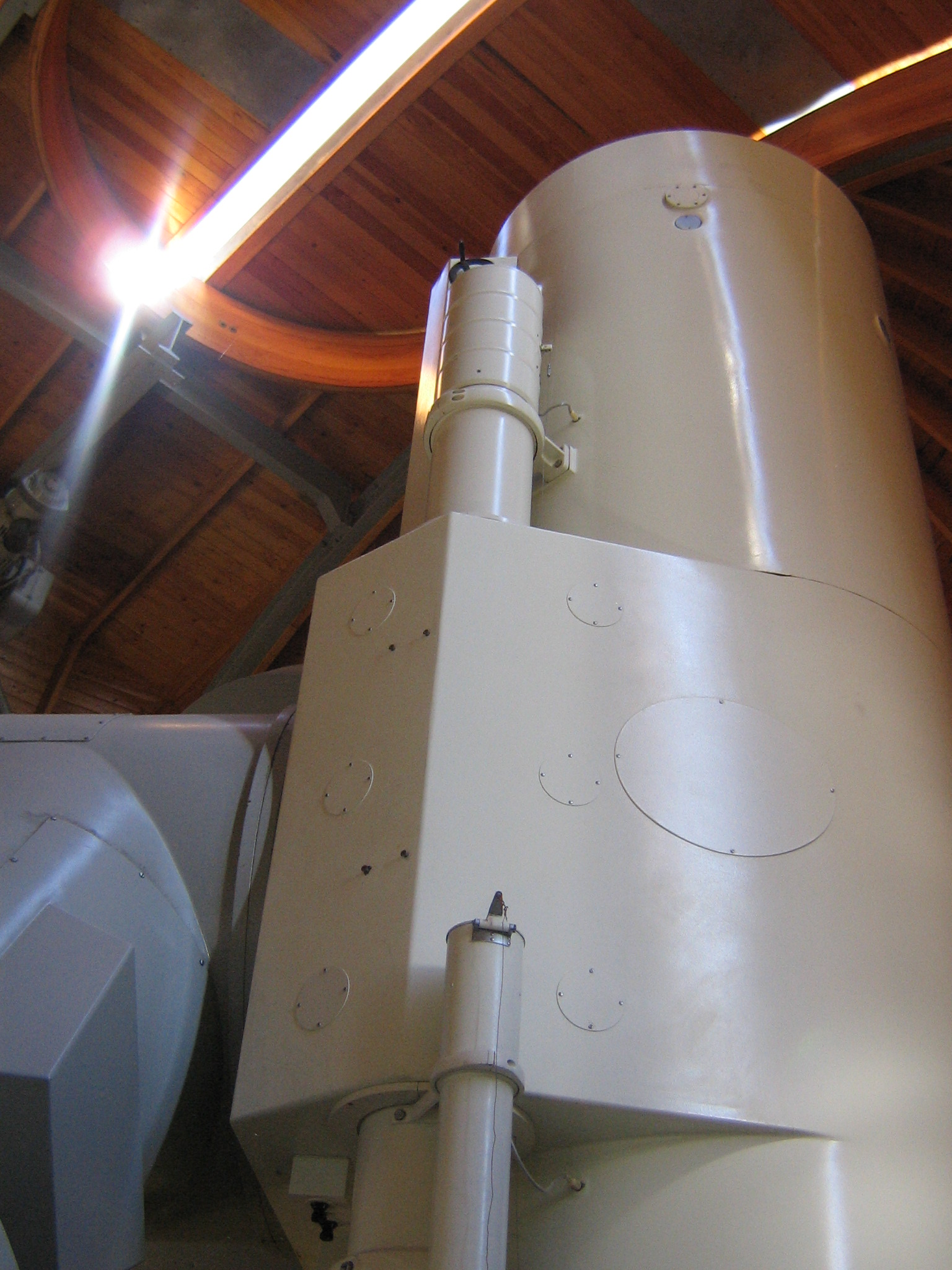
Teleskop mit einem Spiegeldurchmesser von 1 Meter, hergestellt von Carl Zeiss.